# Ive Mendes
Ive Mendes (ur. w Ceres) – brazylijska wokalistka.
Pochodzi z rodziny farmerskiej hiszpańsko-francusko-portugalsko-indiańskiej. Śpiewała w kościele, studiowała muzykę w stolicy stanu Goiânia. Przez siedem lat uczyła muzyki i plastyki w szkołach. W 1999 przeniosła się do Londynu. Współpracuje z producentem Sade Robinem Millarem. Po śmierci brata przeniosła się na wieś.

## Dyskografia
| 2003                           | Ive Mendes - Data: 11 lutego 2003 - Wydawca: Mr. Bongo          | 23 | 18 |                           |
| 2009                           | Magnetism - Data: 9 listopada 2009 - Wydawca: Sony Music        | 4  | –  | - POL: 2× platynowa płyta |
| 2016                           | Bossa Romantica - Data: 18 listopada 2016 - Wydawca: Sony Music | 16 | –  |                           |
| "—" pozycja nie była notowana. |                                                                 |    |    |                           |